# Chelonus ensifer
Chelonus ensifer är en stekelart som beskrevs av Granger 1949. Chelonus ensifer ingår i släktet Chelonus och familjen bracksteklar. Inga underarter finns listade i Catalogue of Life.